# パリクラブ

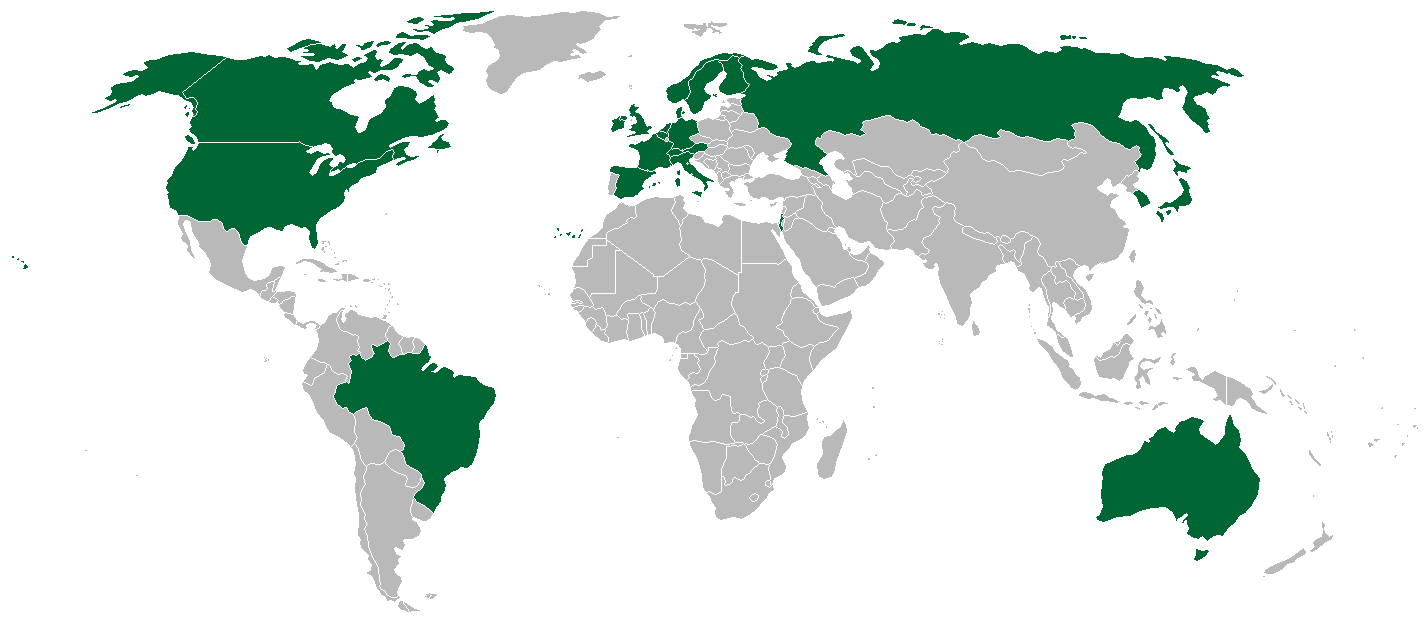
パリクラブの参加国

パリクラブ（フランス語: Club de Paris）は、フランス財務省で年に10回 ほど開催される、主要な債権国と債務国が二国間のリスケジュール（返済の繰り延べ）協議を行う非公式会合の呼称である。1956年に創設。

## 概要
1956年にアルゼンチンが延滞していた対外債務のリスケジュールを、債権国がパリに集まり話し合いを行ったことから始まった。フランス経済・財政・産業省の、財務総局が事務局として運営を行っている。
IMF（国際通貨基金）や世界銀行のような国際機関ではなく、あくまで債権国の代表者による非公式の会合である。
返済負担の軽減措置として、債務返済の繰り延べの枠組みや、債権国間の負担の公平性の確保などについて協議が行われる。
パリクラブは政府・公的機関の債権者の集まりであるが、これに対し民間金融機関の債権者が集まり、債務国に対する救済処置（リスケジュール）を話し合うロンドンクラブがある。

## 組織
2017年現在、フランス、オーストリア、オーストラリア、ベルギー、ブラジル、カナダ、デンマーク、フィンランド、ドイツ、アイルランド、イスラエル、イタリア、韓国、オランダ、ノルウェー、ロシア、スペイン、スウェーデン、スイス、イギリス、米国、日本、以上合計22ヶ国が恒常的メンバーとして参加している。
上記の他、対象債務国によっては、トルコ、サウジアラビア、南アフリカが、恒久メンバーと債務国の了解のもと随時出席している。
また、IMF、世界銀行、地域開発銀行、UNCTAD、OECDの代表も、オブザーバーとして参加している。

## 債権
債務国、債権国ともに「政府」または「公的機関」が関与（供与）したものが債権となり、具体的には下記の公的機関が保険、保証、融資を提供しているものが対象となる。
1. 貿易保険機関 [注 1]
2. 輸出入銀行 [注 2]
3. ODA管轄機関 [注 2]

## 救済処置
パリクラブにおける債務救済措置には、おもに"債務繰延措置"と"債務削減措置"の2つがある。
債務繰延措置
債務の責任総額（返済残高）は減額せず、返済スケジュールの繰り延べ（リスケジュール）を行う。かつてはほとんどの債務救済に繰延措置がとられていた。

債務削減措置
一定の条件のもと、債務の総額を削減する。公的資金への依存度が高い最貧国から債務削減の要請が高まり、削減率を引き上げながら債務削減の枠組みが発展した。
債務救済措置は、先進国首脳会議（サミット）での議論が契機となり、現在では債務国の負担能力に応じ、様々な救済措置が用意されている。